# 7004 Markthiemens
A 7004 Markthiemens (ideiglenes jelöléssel 1979 OB9) a Naprendszer kisbolygóövében található aszteroida. Schelte J. Bus fedezte fel 1979. július 24-én.